# Sienik piołunowiec
Sienik piołunowiec (Heterogaster artemisiae) – gatunek pluskwiaka z podrzędu różnoskrzydłych i rodziny sienikowatych. Zamieszkuje krainę palearktyczną od Półwyspu Iberyjskiego i Afryki Północnej po Chiny. Żeruje na macierzankach.

## Taksonomia
Gatunek ten opisany został po raz pierwszy w 1829 roku przez Samuela Petera Schillinga.

## Morfologia
Pluskwiak o ciele długości od 4,6 do 5,6 mm. Wyglądem przypomina inne sieniki i płyćce. Od tych ostatnich odróżnia się m.in. lekko wklęśniętymi krawędziami bocznymi przedplecza oraz naprzemiennym, ciemnym i jasnym obrączkowaniem goleni, zwłaszcza ostatniej ich pary. Od sienika pokrzywnika odróżnia się mniejszymi rozmiarami ciała, brakiem długich włosków na głowie i przedpleczu oraz wyraźnie widocznym zębem na spodzie przednich goleni. Dwukolorowe, ale głównie jasne czułki odróżniają ten gatunek zarówno od sienika pokrzywnika, jak i sienika czarnobiodrego.

## Biologia i ekologia
Owad ten należy do mezofili terenów otwartych. Zasiedla murawy i łąki, zwłaszcza o podłożu wapiennym lub piaszczystym. Jest fitofagiem ssącym soki różnych gatunków macierzanek, w tym tymianku. Bytuje w kępkach rośliny żywicielskiej i pod nimi, ale przy słonecznej pogodzie chętnie fruwa i wędruje po wyższej roślinności. Przypuszczalnie z tego zachowania wynikają doniesienia o rzekomym żerowaniu tego gatunku na bylicy polnej, cieciorkach i czystkach.
Owady dorosłe są stadium zimującym. Na świat przychodzi jedno pokolenie w ciągu roku. Do rozrodu przystępują wiosną. W czerwcu składają jaja w małych grupkach przyklejone wydzieliną do rośliny pokarmowej. Larwy obserwuje się od czerwca do sierpnia, a osobniki dorosłe nowego pokolenia od sierpnia.

## Rozprzestrzenienie
Gatunek palearktyczny. W Europie znany jest z Portugalii, Hiszpanii, Wielkiej Brytanii (południowej części Anglii i Walii), Francji, Belgii, Luksemburga, Holandii, Niemiec, Szwajcarii, Liechtensteinu, Austrii, Włoch, Polski, Czech, Słowacji, Węgier, Ukrainy, Krymu, Mołdawii, Rumunii, Bułgarii, Słowenii, Chorwacji, Bośni i Hercegowiny, Czarnogóry, Serbii, Albanii, Macedonii Północnej, Grecji oraz europejskiej części Rosji. W Afryce Północnej zamieszkuje Wyspy Kanaryjskie, Maroko, Algierię i Tunezję. W Azji występuje na Kaukazie, w Turcji, Syrii, Gruzji, Armenii, Azerbejdżanie, Kazachstanie, Turkmenistanie, Uzbekistanie, Kirgistanie, Iranie i północnych Chinach.
W Polsce współczesne stanowiska tego sienika znajdują się na południu kraju, dawniej podawany był też z Mazowsza i Wielkopolski. W Niemczech również spotykany jest głównie na południu kraju. W Austrii jest spotykany lokalnie na terenie całego kraju. Na „Czerwonej liście pluskwiaków różnoskrzydłych Styrii” umieszczony został ze statusem gatunku najmniejszej troski (LC).